# Torneo di Wimbledon 2017 - Doppio femminile per invito
Martina Navrátilová e Selima Sfar erano le detentrici del titolo, ma hanno deciso di non partecipare insieme. Navratilova ha giocato insieme a Cara Black vincendo il titolo sconfiggendo in finale Arantxa Sánchez Vicario e Sfar con il punteggio di 6-2, 4-6, [10-4].

## Tabellone

### Legenda
| - Q = Qualificato - WC = Wild card - LL = Lucky loser | - ALT = Alternate - SE = Special Exempt - PR = Protected Ranking | - w/o = Walkover - r = Ritirato - d = Squalificato |

### Finale
|  | Finale |                                     |   |   |      |  |
|  |        |                                     |   |   |      |  |
|  | A2     | Cara Black Martina Navrátilová      | 6 | 4 | [10] |  |
|  | B4     | Arantxa Sánchez Vicario Selima Sfar | 2 | 6 | [4]  |  |

### Gruppo A
|    |                                 | T Austin H Suková | C Black M Navratilova | K Clijsters R Stubbs | A Jaeger C Martínez | RR V-P | Set V-P | Game V-P | Posizione |
| A1 | Tracy Austin Helena Suková      |                   | 3-6, 4-6              | 1–6, 2–6             | 3–6, 6–3, [10–4]    | 1–2    | 2–5     | 20–33    | 3         |
| A2 | Cara Black Martina Navrátilová  | 6-3, 6-4          |                       | 6–3, 6–4             | 6–3, 6–1            | 3–0    | 6–0     | 36–18    | 1         |
| A3 | Kim Clijsters Rennae Stubbs     | 6–1, 6–2          | 3–6, 4–6              |                      | 6-2, 7-5            | 2–1    | 4–2     | 32–22    | 2         |
| A4 | Andrea Jaeger Conchita Martínez | 6–3, 3–6, [4–10]  | 3–6, 1–6              | 2-6, 5-7             |                     | 0–3    | 1–6     | 20–35    | 4         |

La classifica viene stilata in base ai seguenti criteri: 1) Numero di vittorie; 2) Numero di partite giocate; 3) Scontri diretti (in caso di due giocatori pari merito ); 4) Percentuale di set vinti o di games vinti (in caso di tre giocatori pari merito ); 5) Decisione della commissione

### Gruppo B
|    |                                      | M Bartoli I Majoli | L Davenport MJ Fernández | M Maleeva B Schett | A Sánchez Vicario S Sfar | RR V-P | Set V-P | Game V-P | Posizione |
| B1 | Marion Bartoli Iva Majoli            |                    | 2–6, 2–6                 | 1–6, 2–6           | 3–6, 0–6                 | 0–3    | 0–6     | 10–36    | 4         |
| B2 | Lindsay Davenport Mary Joe Fernández | 6–2, 6–2           |                          | 6–4, 6–1           | 6-4, 4-6, [3-10]         | 2–1    | 5–2     | 34–20    | 2         |
| B3 | Magdalena Maleeva Barbara Schett     | 6-1, 6-2           | 4–6, 1–6                 |                    | 2–6, 6–1, [8–10]         | 1–2    | 3–4     | 25–23    | 3         |
| B4 | Arantxa Sánchez Vicario Selima Sfar  | 6–3, 6–0           | 4-6, 6-4, [10–3]         | 6–2, 1–6, [10–8]   |                          | 3–0    | 6–2     | 31–21    | 1         |

La classifica viene stilata in base ai seguenti criteri: 1) Numero di vittorie; 2) Numero di partite giocate; 3) Scontri diretti (in caso di due giocatori pari merito ); 4) Percentuale di set vinti o di games vinti (in caso di tre giocatori pari merito ); 5) Decisione della commissione